# El Colorado, Aculco
El Colorado är en ort i Mexiko, tillhörande kommunen Aculco i den nordvästra delen av delstaten Mexiko, i den centrala delen av landet. Orten hade 1 001 invånare vid folkräkningen 2010.